# Neuschwabenland

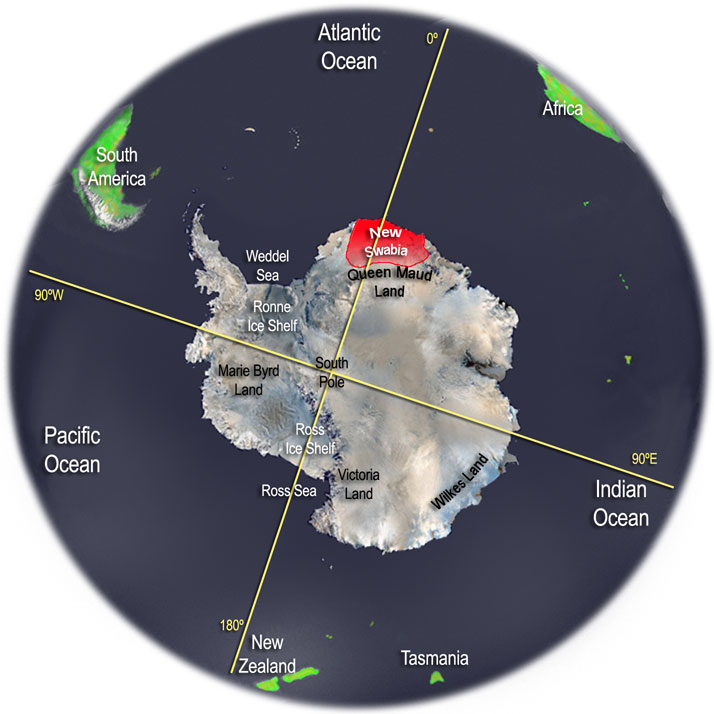
Landkarte der Antarktis. Das rot hinterlegte Territorium zeigt die Ausdehnung der von der Deutschen Antarktischen Expedition 1938/39 besuchten Region Antarktikas

Neuschwabenland ist eine küstennahe Region in Ostantarktika, die sich von etwa 12° West bis 18° Ost und von 70° bis 75° Süd über eine Fläche von 600.000 km² erstreckt. Der Name leitet sich von dem Schiff Schwabenland ab, dem Expeditionsschiff der Deutschen Antarktischen Expedition 1938/39. Neuschwabenland bildet den westlichen Teil des von Norwegen beanspruchten Königin-Maud-Landes. Dieser Anspruch Norwegens wird international nicht anerkannt. 
Im Kontext des Rechtsextremismus insbesondere des Reichsbürger-Spektrums, gibt es im Kontext der Reichsflugscheiben-Saga, rund um Neuschwabenland, seit vielen Jahren Verschwörungserzählungen, die daraufhin auch medial kritisch rezipiert wurden.

## Geographie

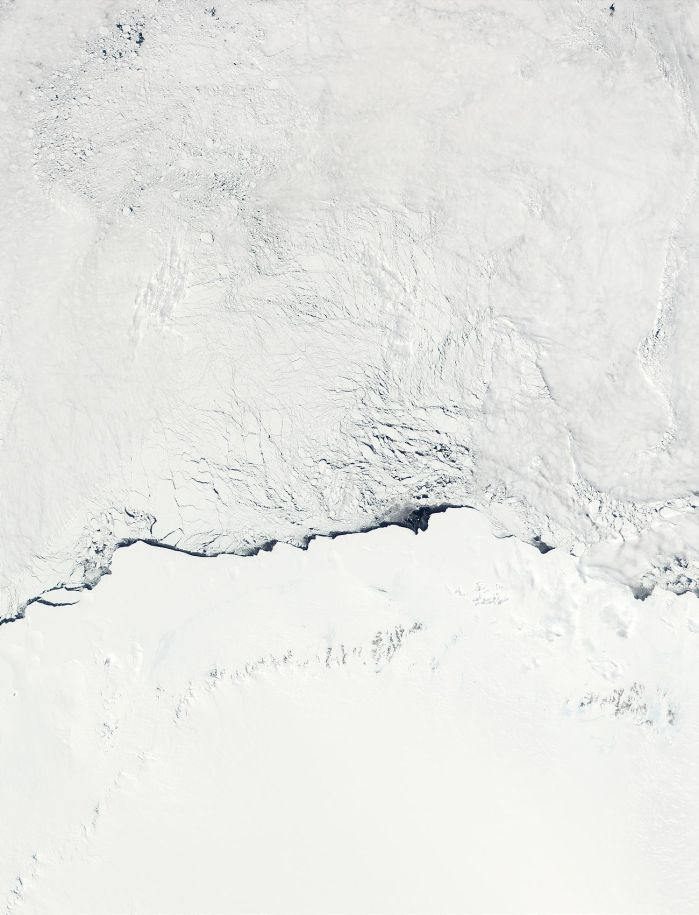
Von links nach rechts die Prinzessin-Martha-Küste, Prinzessin-Astrid-Küste und Prinzessin-Ragnhild-Küste, darunter das Wohlthat-Massiv (NASA-Satellitenbild)

Neuschwabenland gliedert sich in ein eisbedecktes nördliches Vorland, das von der Küste bzw. der Schelfeiskante allmählich bis auf über 1000 m ansteigt (Ritscherhochland und Hellehallet). Südlich daran schließt sich die Region der aus dem Eis aufragenden Nunataks und Bergketten mit Höhen über 3000 m an. Die Bergketten stauen die Gletscher des Polarplateaus auf über 2000 m auf. Die hochgelegenen Gletscherregionen werden nach den berühmten Polarforschern Amundsen und Wegener Amundsenisen und Wegenerisen genannt.
Die eisfreien Gebiete sind morphologisch sehr unterschiedlich ausgeprägt. Neben kilometerlangen Bruchstufen, die ungefähr parallel zum Kontinentalrand verlaufen und vor allem im Westen vorherrschen, dominieren im zentralen und östlichen Neuschwabenland Nord-Süd verlaufende Bergketten, die alten, präglazialen Talsystemen folgen. Drei mächtige Gletscher „entwässern“ diesen Sektor der Ostantarktis: Bei 20°W fließt der Stancomb-Wills-Gletscher nach Westen auf das Brunt-Schelfeis hinaus. Die Grenze zwischen dem westlichen und zentralen Neuschwabenland wird durch den Jutulstraumen markiert, der das Fimbul-Schelfeis speist. Die östliche Grenze Neuschwabenlands bildet der 200 km breite Gletscher Borchgrevinkisen.
Vor dem östlichen Ende des Neuschwabenlands liegt der Tiefseegraben Schwabenland-Canyon.

### Jahreszeitlich eisfreie Seen
Eine geographische Besonderheit Neuschwabenlands sind seine im antarktischen Sommer eisfreien Seen. Diese Seen liegen auf dem ursprünglich Schirmacher-Seenplatte (heute Schirmacher-Oase) genannten 34 km² großen Hügelplateau bei 70° 45′ S, 11° 40′ O. Es sind 118 Seen mit einer Gesamtfläche von 6,487 km² bekannt. Davon ist nur ein Teil auf dem Felsuntergrund entwickelt, einige Seen liegen auch auf dem Schelfeis unmittelbar nördlich der Oase. Alle Seen enthalten eine reiche Algenflora, es konnten 72 Arten unterschieden werden. Der Entdecker der Schirmacher-Seenplatte war Richardheinrich Schirmacher, Pilot des zweiten Flugbootes Boreas des Expeditionsschiffs Schwabenland.

### Seen mit dauernder Eisbedeckung
Der Obersee und der Untersee liegen am Nordrand des Otto-von-Gruber-Gebirges auf 795 m bzw. 580 m Meereshöhe. Der Obersee bedeckt eine Fläche von 3,43 km², der Untersee ist 11,4 km² groß, damit sind dies die größten Seen Neuschwabenlands. Sie sind ganzjährig eisbedeckt und füllen tief ausgeräumte Trogtäler. Die Seen werden durch Gletscher aufgestaut und sind abflusslos.

## Klima und Vegetation
Neuschwabenland hat ein hochpolares Klima mit Temperaturen ganzjährig unterhalb des Gefrierpunktes. Die tiefen Lufttemperaturen werden teilweise durch eine starke Sonneneinstrahlung im antarktischen Sommer (Dezember bis Februar) ausgeglichen. Auf Felsoberflächen wurden Temperaturen bis +19 °C gemessen, was eine einfache Vegetation auf diesen Felsuntergründen zulässt. Das notwendige Wasser entsteht durch schmelzenden, eingewehten Schnee auf Felsflächen, die der Sonne ausgesetzt sind. Im zentralen Neuschwabenland wurden neben Cyanobakterien einfache Fadenalgen (Gattungen Prasiola und Ulothrix) und Flechten gefunden. Besonders häufig sind die Arten Lecidea sp., Rhizocarpon geographicum und Usnea sphacelata. In besonders begünstigten Standorten wurden auch zwei Moosarten (Grimmia lawiana und Sarconeurum glaciale) nachgewiesen.

## Fauna
Das zentrale Neuschwabenland beherbergt Brutplätze von vier Vogelarten. Bei Svarthamaren im westlichen Mühlig-Hofmann-Gebirge brüten mehr als 200.000 Paare des Antarktis-Sturmvogels (Thalassoica antarctica), etwa 1.000 Paare des Schneesturmvogels (Pagodroma nivea) und 40 Paare der räuberisch lebenden Antarktikskua (Stercorarius maccormicki). Dies ist vermutlich die größte Brutkolonie auf dem antarktischen Kontinent. Das Gebiet wurde 1987 als Antarctic Specially Protected Area No. 142 unter Schutz gestellt.
Wesentlich seltener tritt die Buntfuß-Sturmschwalbe (Oceanites oceanicus) in Neuschwabenland auf.
Die einzigen Landtiere sind bis zu 1 mm große Milben und Springschwänze, die auf Flechten und Moosen leben. Bislang wurden neun verschiedene Milbenarten und zwei Springschwanzarten in Neuschwabenland identifiziert.

## Geologie

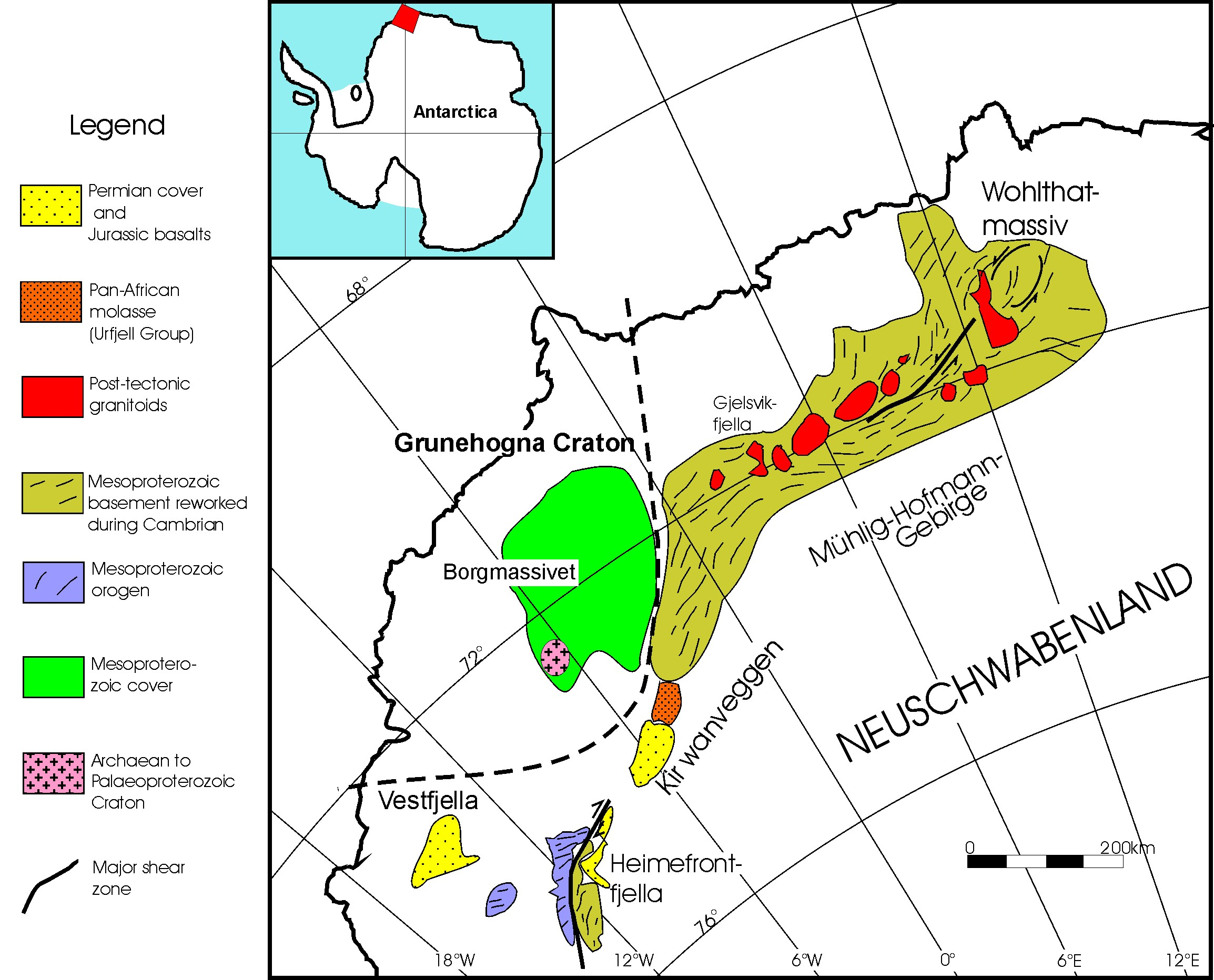
Geologische Übersichtskarte von Neuschwabenland

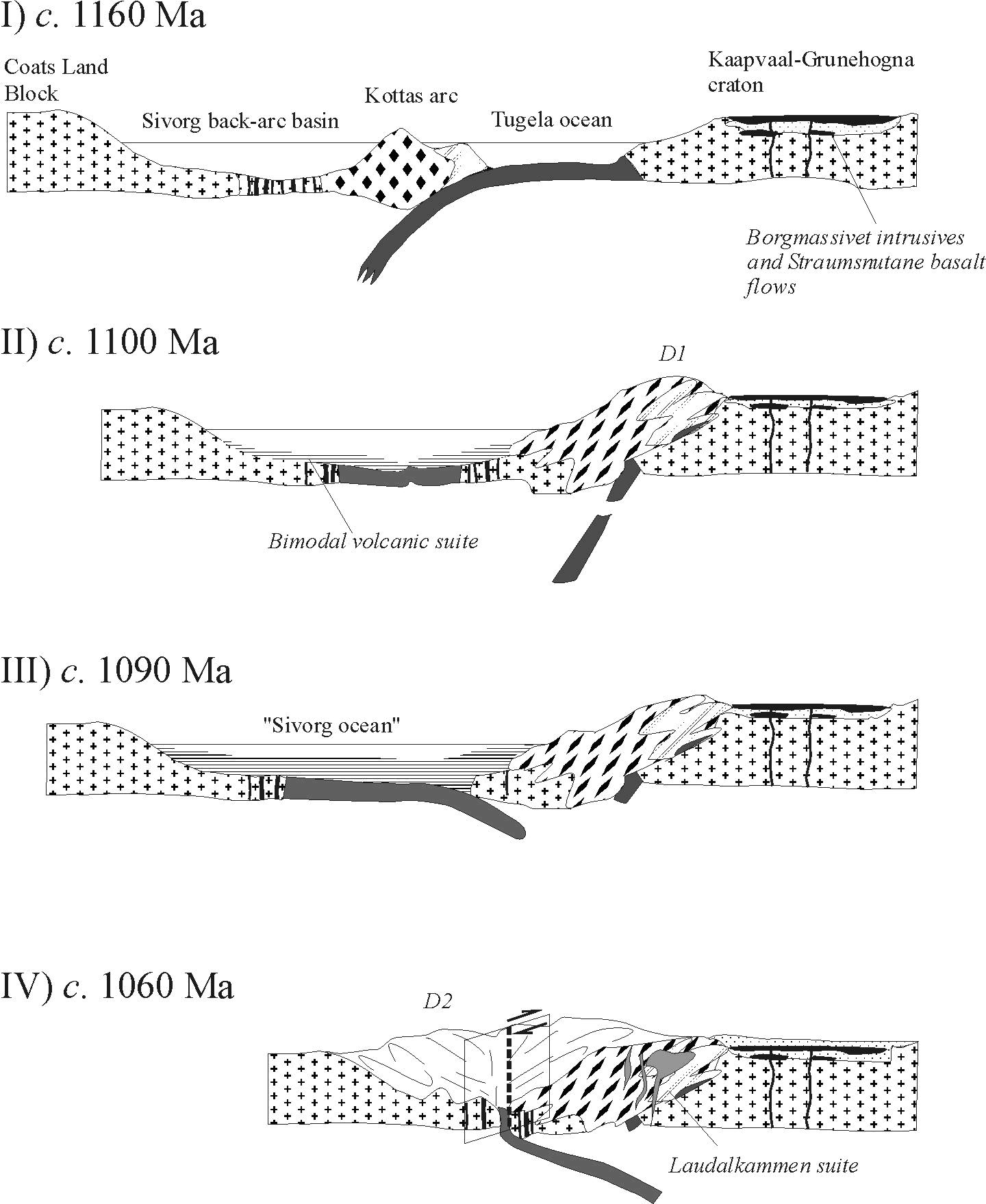
Geologische Entwicklung Neuschwabenlands im Proterozoikum

Basierend auf radiometrischen Datierungen kann man folgende geologische Einheiten in Neuschwabenland unterscheiden:
- ein archaisches Granit-Gneisareal bei den Annandagstoppane (72° 35′ S, 6° 40′ W) mit Metamorphose-Altern um 3000 mya[4]
- darüber diskordant ein 3000 m mächtiges, undeformiertes Deckgebirge aus Basaltdecken und klastischen Sedimentgesteinen, das im Borgmassivet aufgeschlossen ist. Das Alter der Gesteine wird mit 1700 bis 1100 mya angegeben.[5]
- ein mehrfach deformierter, kambrischer Orogengürtel vom westlichen zum östlichen Neuschwabenland mit zahlreichen Syenit- und Charnockit-Intrusionen, der ältere Bestandteile eines mesoproterozoischen Orogens enthält
- eine schwach gefaltete Molasse (Urfjell Group) altpaläozoischen Alters im südlichen Kirwanveggen[6]
- ein lokal erhaltenes permisches Deckgebirge mit Pflanzenfossilien und dünnen Kohleflözen im westlichen Dronning Maud Land[7]
- Basaltdecken und Gabbro-Intrusiva in den Kraulbergen und Basalt-Gänge in allen anderen Gebirgsketten Neuschwabenlands, die in den mittleren Jura datiert wurden[8]

### Grunehogna-Kraton
Im Nordwesten Neuschwabenlands sind in den kleinen Nunataks der Annandagstoppane metamorphe Granite mit Altern von 3100 bis 2950 mya aufgeschlossen. Diese Granite bilden das Grundgebirge einer bis zu 3000 m mächtigen Abfolge undeformierter, flach liegender Sedimentgesteine und Basaltlaven, die im Mesoproterozoikum gebildet wurde. Diese Gesteinseinheiten entsprechen sehr genau dem Kaapvaal-Kraton in Südafrika und werden als ein bei der Trennung von Afrika und Antarktika abgespaltenes Teil des Kaapvaal-Kratons interpretiert.

### Mesoproterozoisches Grundgebirge
Das mesoproterozoische Grundgebirge ist nur in den Kottasbergen der nördlichen Heimefrontfjella so gut aufgeschlossen, dass sich die geologische Geschichte sehr gut rekonstruieren lässt. In den Kottasbergen dominieren gebänderte Gneise mit einer trondhjemitisch-tonalitisch-dioritischen Zusammensetzung, die mit mehreren Generationen grobkörniger metamorpher Granite vergesellschaftet sind. Die Gesteine entstanden in einem spät-mesoproterozoischen Inselbogen (Kottas Arc). Für die zentrale und südliche Heimefrontfjella wird ein durch Extension und Magmatismus geprägtes Backarc-Becken angenommen, das sich nach Osten fortsetzte.
Zwischen 1200 und 1100 mya entwickelte sich neue Kruste in dem ozeanischen Inselbogen, der südlich vom Kaapvaal-Grunehogna-Kraton lag. Vor ca. 1100 mya wurde der Tugela-Ozean zwischen dem Inselbogen und dem Kaapvaal-Grunehogna-Kraton geschlossen und die Gesteine des Inselbogens dabei durchgreifend deformiert und metamorphosiert. Gleichzeitig wurden im Sivorg-Backarc weiter Laven gefördert, möglicherweise hatte sich bis 1090 mya sogar echte ozeanische Kruste gebildet (Sivorg-Ozean). Um ozeanische Kruste zu subduzieren, muss sie mindestens 30 Millionen Jahre alt sein, erst dann ist sie ausreichend abgekühlt und schwer genug, um in den Erdmantel einzutauchen. Diese Zeitspanne von 30 Millionen Jahren liegt zwischen dem Alter von Zirkon-Säumen und der Intrusion der Granite und Diorite von Laudalkammen in der nördlichen Heimefrontfjella. Eine Entstehung der Laudalkammen-Plutonite, die geochemische Charakteristika von Inselbogen-Magmatiten zeigt, wird auf eine nordgerichtete Subduktion der ozeanischen Lithosphäre des Sivorg-Ozeans zurückgeführt.

### Kollisionsorogen zwischen West- und Ost-Gondwana
Das zentrale Neuschwabenland zwischen 8° und 14°O wird von einem granulitfaziellen, metamorphen Grundgebirge aufgebaut, das vor 530 mya von zahlreichen Plutonen intrudiert wurde. Das metamorphe Grundgebirge besteht aus gebänderten Gneisen, Granuliten und Metasedimenten. Ein spät-mesoproterozoisches Protolith-Alter dieser Gesteine konnte durch Datierungen an Zirkonen nachgewiesen werden.
Dieses mesoproterozoische Grundgebirge durchlief eine mehrphasige Metamorphose. Die erste Metamorphose fand um 1080 mya statt und markiert die erste Phase der Schließung des Tugela-Ozeans. Da jedoch auch Plutonite mit Altern um 530 mya durchgreifend zu Augengneisen deformiert und metamorphosiert wurde, ist ein kambrisches Alter der zweiten Gebirgsbildung belegt. Diese Gebirgsbildung war das Resultat des Kollision von Ost- und West-Gondwana, wodurch einer der größten Gebirgsgürtel der Erdgeschichte, das Ostafrikanisch-Ostantarktische Orogen entstand.

### Unterpermisches Deckgebirge
Reste des unterpermischen Deckgebirges werden als Amelang Plateau Formation bezeichnet und sind nur im westlichen Neuschwabenland (Vestfjella, Heimefrontfjella und Kirwanveggen) erhalten.
Nach der Bildung Gondwanas im Kambrium war Neuschwabenland lange Zeit Abtragungsgebiet. Reste einer oberkambrischen Molasse sind nur im südlichen Kirwanveggen belegt. Danach fehlen jegliche geologische Belege vom Ordovizium bis zum Karbon. Gegen Ende des Karbons existierte eine Verebnungsfläche mit geringen Reliefunterschieden, auf der sich ein mächtiger Eisschild gebildet hatte. Reste dieser Fläche treten in der nördlichen Heimefrontfjella zu Tage und zeigen Gletscherschrammen und Rundhöcker. Nach dem Eisrückzug wurde ein Deckgebirge abgelagert, das an der Basis mit Diamiktiten einsetzt. Über den Diamiktiten folgen einige Meter feingeschichteter Sand- und Siltsteine mit Dropstones, darüber helle Feinsande, in denen gut erhaltene Blattabdrücke zu finden sind. Diese Folge stellt die Ablagerung eines Deltas in einem periglazialen See dar.
Über den Dropstone-führenden Sand- und Siltsteinen sind in der nördlichen Heimefrontfjella noch bis zu 140 m gelblicher Sandsteine mit Kohleflözchen erhalten.
Das Alter der Amelang-Plateau-Formation konnte mit palynologischen Methoden auf das Unterperm (Asselium bis Sakmarium) eingegrenzt werden.

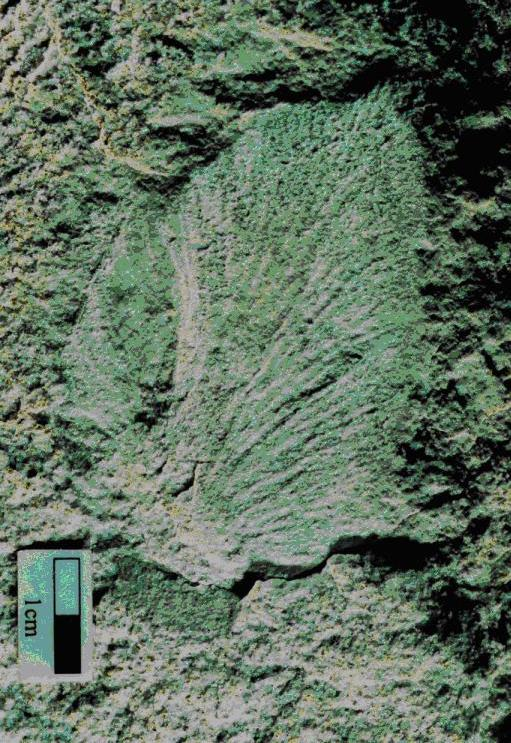
Blattabdruck von Gangamopteris cyclopteroides FEISTM., Fundort Kottasberge.

Die eingeschalteten Kohlen sind typische Gondwanakohlen mit hohen Anteilen an Inertinit und Mineralen. Bemerkenswert ist der geringe Inkohlungsgrad der Kohle, der etwa dem Übergang vom Braunkohlen- zum Steinkohlenstadium entspricht.

## Entdeckung und Erforschung Neuschwabenlands
Entdeckungsfahrten von norwegischen Wal- und Robbenfängern wie die Fahrten von Kapitän Carl Anton Larsen weckten in den neunziger Jahren des 19. Jahrhunderts das wirtschaftliche Interesse der europäischen Nationen an der Antarktis. Um den Walfängern neue Fanggründe zu erschließen, erforschten drei norwegische Expeditionen in den Jahren 1929/1930, 1930/1931 und 1936/1937 die Küstenlinie zwischen 20° westlicher und 45° östlicher Länge. Dabei wurde während der Norvegia-Expeditionen 1929–1931 unter Kapitän Hjalmar Riiser-Larsen ein Wasserflugzeug zur Erkundung eingesetzt. In der Ferne wurden dabei einige Nunatait gesichtet, jedoch konnte sich das Flugzeug aus Sicherheitsgründen nicht allzu weit vom offenen Meer entfernen. Diese Expeditionen legten den Grundstein für den norwegischen Anspruch auf diesen Teil der Antarktis am 14. Januar 1939 unter dem Namen Dronning-Maud-Land. Die Namensgebung erfolgte zu Ehren der norwegischen Königin Maud (1869–1938), die im Jahre zuvor verstorben war.

### Deutsche Antarktische Expedition 1938/39
Das Interesse des Deutschen Reiches an der Antarktis war in den 1930er Jahren ebenfalls vorwiegend wirtschaftlicher Natur. Vor allem die geplante Schließung der „Fettlücke“, d. h. die Absicht, die Abhängigkeit des Deutschen Reiches vom Import technischer Fette und Nahrungsfette zu verringern, war der Grund für einen Ausbau der Walfangflotte. Im Frühjahr 1938 wurde Kapitän Alfred Ritscher (1879–1963) mit der Leitung einer Expedition in die Antarktis betraut. Innerhalb eines halben Jahres gelang es, eine Expedition zusammenzustellen und auszurüsten, welche die topographischen Kenntnisse für die deutsche Walfangflotte schaffen, gleichzeitig ein wissenschaftliches Programm entlang der Küste unter Berücksichtigung von Biologie, Meteorologie, Ozeanographie und Erdmagnetik durchführen und das bis dahin unbekannte Hinterland durch Vermessungsflüge erkunden sollte. Es bestand aber auch die Absicht, eine Grundlage für eine spätere deutsche Besitzergreifung dieses Sektors zu schaffen, daher wurden die Vorbereitungen für diese Expedition unter strengster Geheimhaltung getroffen. Das Zielgebiet dieser Expedition war die Region zwischen 20° West und 20° Ost.
Die Deutsche Antarktische Expedition erreichte Anfang Januar 1939 das Arbeitsgebiet an der Prinzessin-Martha-Küste und entdeckte bisher völlig unbekannte Gebirgsregionen in deren Hinterland. In sieben Vermessungsflügen zwischen dem 19. Januar und 5. Februar 1939 konnte eine Fläche von ca. 350.000 km² photogrammetrisch aufgenommen werden. Diese Region wurde von der Expeditionsleitung „Neuschwabenland“ getauft. Zwischenzeitlich hatte die norwegische Regierung Informationen über die deutschen Aktivitäten erhalten und den gesamten Sektor zwischen 20° W und 45° O am 14. Januar 1939 als Königin-Maud-Land zu norwegischem Territorium erklärt (ohne dessen südliche Erstreckung zu definieren).
Die Auswertung der deutschen Forschungsaktivitäten in der Antarktis wurde durch den Zweiten Weltkrieg unterbrochen, und ein großer Teil der 11.600 Schrägluftbilder ging im Krieg verloren. Neben den von Ritscher veröffentlichten Bildern und Karten überstanden nur ca. 600 Luftbilder den Krieg, die jedoch erst 1982 wiederentdeckt und ausgewertet wurden.

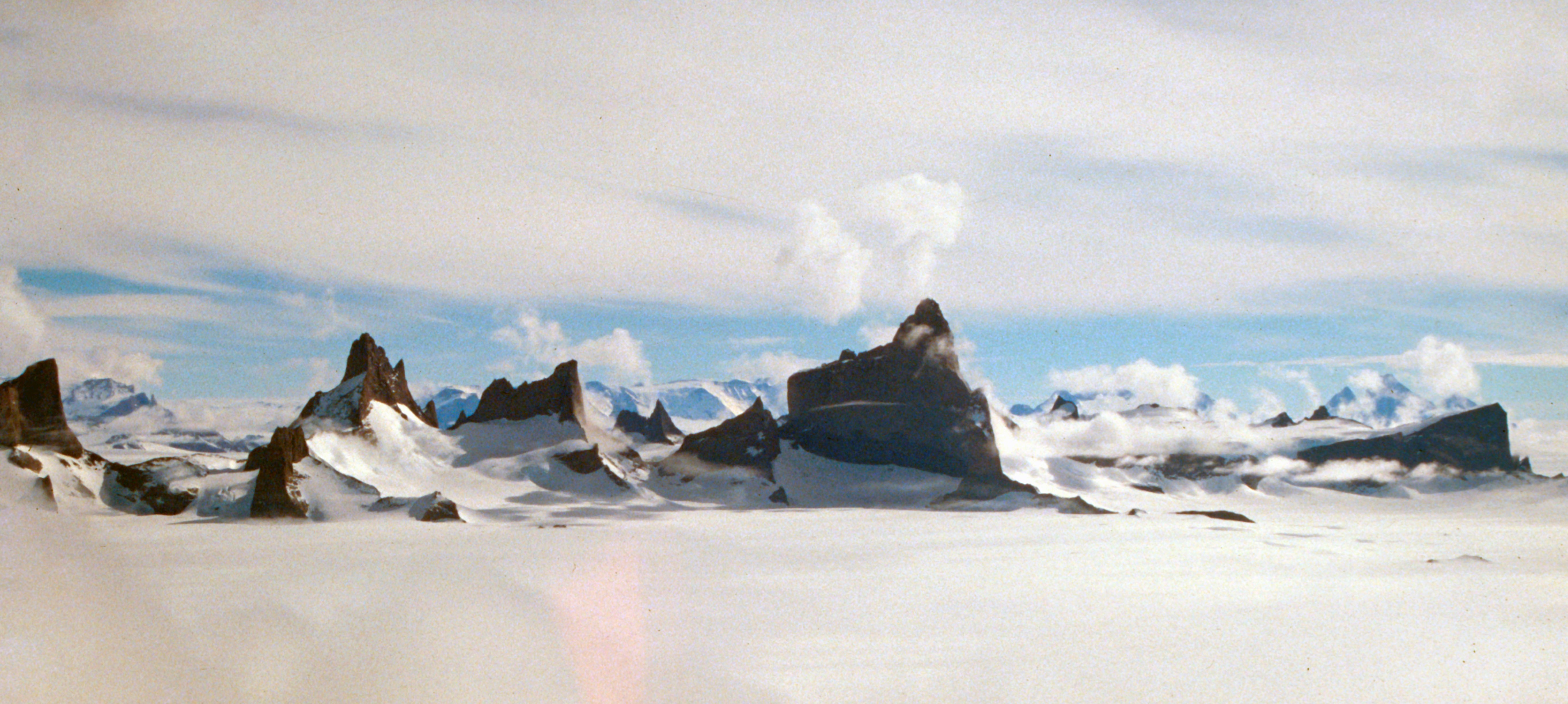
Die Drygalskiberge im zentralen Neuschwabenland von Norden gesehen. In der Bildmitte der Ulvetanna, der von der Ritscher-Expedition Matterhorn genannt wurde.

### Expeditionen nach dem Zweiten Weltkrieg
Der Beginn der eigentlichen Erforschung des Dronning Maud Landes ist durch die Norwegisch-Britisch-Schwedische Antarktisexpedition unter John Giæver 1949–52 festzumachen. Ausgehend von der Station Maudheim 71° 2′ S, 10° 55′ W wurden meteorologische, geologische, glaziologische, geodätische und biologische Arbeiten durchgeführt. Man hatte nur Hundeschlitten als Transportmittel zur Verfügung, so dass als entferntester Punkt 73° 37′ S, 1° 30′ O erreicht wurde. Für die Erstellung topographischer Karten wurde ein photogrammetrisches Programm begonnen, das bis 1957/1958 andauerte. Auf der Grundlage der dabei entstandenen Schrägluftbilder erstellte das Norsk Polarinstitutt ein flächendeckendes topographisches Kartenwerk der eisfreien Regionen im Maßstab 1:250.000, das ab 1962 erschienen ist.
Als Beitrag zum Internationalen Geophysikalischen Jahr 1957–1958 bemühte sich der durch seine Himalaya- und Pamir-Expeditionen bekannte Expeditionsleiter und Arzt Karl Herrligkoffer um Mittel für eine Deutsche Südpol-Expedition 1957/1958 nach Neuschwabenland. Obwohl er von Ritscher und dem damaligen Bundesminister Franz Josef Strauß unterstützt wurde, musste das Unternehmen wegen Finanzierungsschwierigkeiten zunächst um ein Jahr verschoben und dann völlig abgesagt werden.
In den Jahren zwischen 1959 und 1969 erlebte Neuschwabenland eine erste Phase systematischer geologischer Erkundung. Ausgehend von der britischen Halley-Station (in Betrieb seit 1956), den sowjetischen Stationen Lasarew (1959–61) und Nowolasarewskaja (seit 1961) und der südafrikanischen SANAE-IV-Station (seit 1962) erreichten Expeditionen die oft mehrere hundert Kilometer im Landesinneren gelegenen Gebirgszüge und führten geodätische und geologische Programme durch. Als Ergebnis dieser Arbeiten lagen bis ca. 1975 geologische Übersichtskarten im Maßstab 1:500.000 und einige grundlegende Veröffentlichungen zur Geologie dieser Regionen vor.
Anfang der 1980er Jahre traten die Bundesrepublik Deutschland, die DDR und Indien in den Kreis der aktiven Antarktisvertragsstaaten ein und setzten die Arbeiten fort. Seit 1976 waren DDR-Wissenschaftler als Teilnehmer sowjetischer Antarktis-Expeditionen in der Umgebung der Nowolasarewskaja-Station tätig. Mit der Georg-von-Neumayer-Station (1981–1991) und der Nachfolgestation Neumayer-Station II (1992–2009) bei 70° 39′ S, 8° 15′ W bekamen westdeutsche Geologen eine feste Ausgangsbasis für Forschungsarbeiten in den Gebirgszügen des westlichen Neuschwabenlandes. Indien errichtete 1984 die Überwinterungs-Station Dakshin Gangotri an der Schelfeiskante bei 70° 5′ S, 12° 0′ O, die jedoch nach fünf Jahren zugunsten der Station Maitri in der Schirmacher-Oase bei 70° 45′ S, 11° 44′ O aufgegeben wurde. Anstelle von Detailuntersuchungen in besonders interessanten Teilgebieten wurde mit flächendeckenden geologischen Kartierprogrammen begonnen, woraus geologische Karten mit Maßstäben von 1:150.000 bis 1:25.000 resultierten.
Die bislang umfangreichste Expedition mit über 40 Teilnehmern aus Deutschland, Italien und Russland fand im Südsommer 1995/96 statt (GeoMaud-Expedition). Sie wurde von der Bundesanstalt für Geowissenschaften und Rohstoffe organisiert und umfasste geologische, geophysikalische und geodätische Untersuchungen. Das Arbeitsprogramm enthielt auch einen Befliegungsplan zur photogrammetrischen Aufnahme des zentralen und östlichen Neuschwabenlands, wobei 4500 Luftbilder entstanden.

## Benennung geographischer Objekte
Die Regierung der Bundesrepublik Deutschland übt seit 1952 das mit der Entdeckung verbundene Recht zur geographischen Namensgebung aus, erhebt jedoch keine Gebietsansprüche. Die deutschen Benennungen nach Expeditionsteilnehmern der Expedition 1938/39 wurden auch auf den amtlichen norwegischen Karten verwendet, allerdings wurden dabei die Bezeichnungen für die Reliefformen ins Norwegische übersetzt (z. B. Mühlig-Hofmann-Gebirge = Mühlig-Hofmannfjella). In der westlichen Hälfte Neuschwabenlands waren die Lageungenauigkeiten der Expeditionskarte so groß, dass viele von der Deutschen Antarktischen Expedition benannte Objekte nicht identifiziert werden konnten, daher erfolgte eine Neubenennung auf den norwegischen Karten.

## Forschungsstationen
Derzeit befinden sich in Neuschwabenland fünf permanent besetzte Forschungsstationen und einige Stationen, die nur im Südsommer besetzt sind. Die deutsche Neumayer-Station III liegt auf dem Ekströmisen im Nordwesten von Neuschwabenland. Die südafrikanische SANAE-IV-Station ist auf Felsuntergrund errichtet und liegt bei Vesleskarvet im nördlichen Borgmassivet. Die norwegische Station Troll war ursprünglich eine Sommerstation und wurde 2004 zur ganzjährig besetzten Station umgebaut. Sie liegt im Nordwesten der Mayrkette bei 72° 0′ S, 2° 32′ O auf 1270 m Meereshöhe. In der Schirmacher-Oase im Nordosten Neuschwabenlands liegen die indische Maitri-Station und die russische Nowolasarewskaja-Station. Beide Stationen sind in nur drei Kilometer Entfernung voneinander auf festem Untergrund errichtet. In unmittelbarer Nähe der sowjetischen Station erbaute die DDR 1976 die Georg-Forster-Station, die als Ausgangsbasis für umfangreiche geodätische, geophysikalische, glaziologische, meteorologische und Forschungen in der Schirmacher-Oase selbst sowie in den südlich gelegenen Gebirgsketten des Wohlthat-Massivs diente. Sie wurde 1996 aus Kostengründen vollständig abgebaut. Die deutsche Kohnen-Station auf dem Polarplateau in 2892 m Höhe ist nur im Sommer besetzt, hier wurde eine über 3 km tiefe Eiskernbohrung (EPICA) niedergebracht.

## Tourismus
Seit 1997 ist Neuschwabenland Ziel von Bergsteiger-Expeditionen und wird bei Bedarf von kommerziellen Veranstaltern angeflogen. Als Basis dient eine Landepiste aus Schneebeton südlich der Nowolasarewskaja-Station. Regelmäßige Flüge werden seit 2002 mit einer Iljuschin 76TD von Kapstadt zum „Novo Airfield“ angeboten, die sowohl von Wissenschaftlern als auch von Touristen genutzt werden. Betreiber der Flugverbindung ist die südafrikanische Fluggesellschaft Antarctic Logistics Centre International (ALCI).

## Verschwörungstheorien
Neuschwabenland ist seit Jahrzehnten Gegenstand mehrerer Verschwörungstheorien. Diese gehen zumeist davon aus, im Gefolge der deutschen Expedition von 1938/39 sei hier ein riesiger militärischer Stützpunkt errichtet worden, in den sich 1945 mehrere hochrangige Nationalsozialisten und starke Truppenverbände zurückgezogen hätten. Die USA und Großbritannien würden seit Jahrzehnten heimlich und vergeblich versuchen, das Gebiet zu erobern, und hätten in diesem Zusammenhang auch Nuklearwaffen eingesetzt. Möglich sei das Überleben der NS-Truppen, weil das Gebiet von heißen Quellen durchzogen sei, die für Energie und Wärme sorgen würden. Keine dieser Behauptungen hält einer Überprüfung stand. In Berlin existiert seit 2002 das sogenannte Neuschwabenlandtreffen, gegründet von Axel Stoll (1948–2014), Karl-Wilhelm Schneider und Peter Schmidt. Im Film Die Mondverschwörung von Thomas Frickel aus dem Jahr 2011 und im WDR-Hörspiel Neuschwabenland-Symphonie aus dem Jahr 2012 wird die Verschwörungs-Erzählung thematisiert.